# Wissignicourt
Wissignicourt és un municipi francès, situat al departament de l'Aisne i a la regió dels Alts de França.